# Krujë (district)
Krujë (Albanees: Rrethi i Krujës) is een van de 36 districten van Albanië. Het heeft 64.000 inwoners (in 2004) en een oppervlakte van 372 km². Het district ligt in het midden van het land in de prefectuur Durrës. De hoofdstad van het district is de stad Krujë.

## Gemeenten
Krujë telt zes gemeenten, waarvan twee steden (bashki).
- Bubq
- Çudhi
- Fushë-Krujë (stad)
- Kodër-Thumanë
- Krujë (stad)
- Nikël

## Bevolking
In de periode 1995-2001 had het district een vruchtbaarheidscijfer van 2,84 kinderen per vrouw, hetgeen hoger was dan het nationale gemiddelde van 2,47 kinderen per vrouw.
Berat · Bulqizë · Delvinë · Devoll · Dibër · Durrës · Ëlbasan · Fier · Gjirokastër · Gramsh · Has · Kavajë · Kolonjë · Korçë · Krujë · Kuçovë · Kukës · Kurbin · Lezhë · Librazhd · Lushnjë · Malësi e Madhe · Mallakastër · Mat · Mirditë · Peqin · Përmet · Pogradec · Pukë · Sarandë · Skrapar · Shkodër · Tepelenë · Tirana · Tropojë · Vlorë